# Mercado de Escravos
O Mercado de Escravos, igualmente conhecido como Vedoria Militar ou Alfândega de Lagos, é um edifício histórico na cidade de Lagos, na região do Algarve, em Portugal.

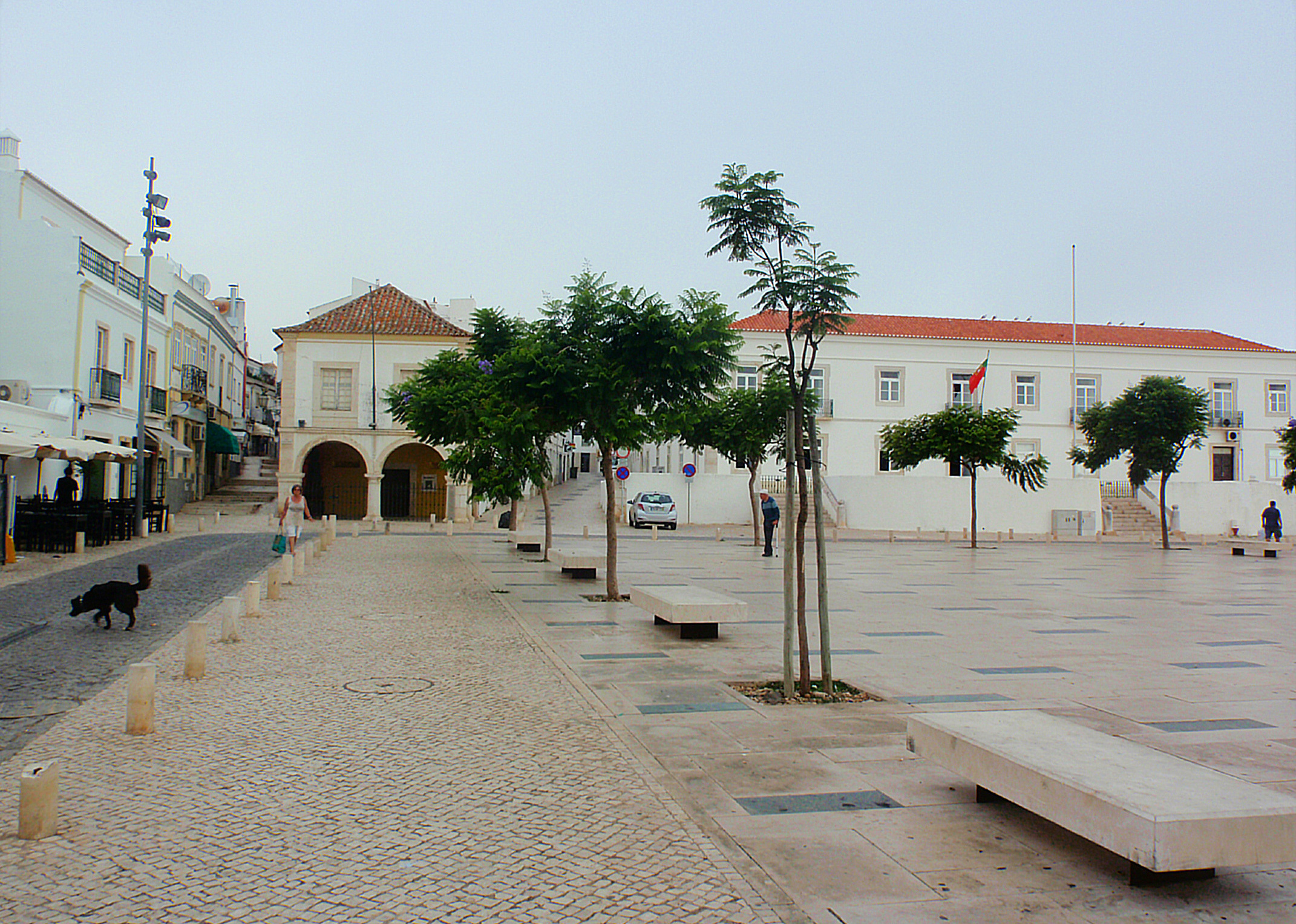
Praça Infante D. Henrique em 2014, vendo-se ao fundo o edifício do Mercado dos Escravos, mostrando a sua situação na praça.

## Descrição

### Localização e composição
A forma geral do edifício é bastante sóbria e virada para a funcionalidade, reflectindo a época em que foi concluído, características que partilha com outros edifícios do mesmo período na cidade, como sucedeu com o Armazém do Espingardeiro e o Armazém Regimental. Apresenta uma planta longitudinal e de forma simples, e é composto por dois pisos diferentes, do qual apenas o térreo é que foi realmente utilizado para a comercialização de escravos. Este piso é formado por dois compartimentos distintos, um aberto e limitado pelos arcos de cantaria, de volta perfeita, e pela vedação de ferro, enquanto que o outro é interior. Não existem acessos ao segundo piso dentro do edifício em si, tendo de ser feito através de um outro prédio, adossado no sentido Noroeste. O edifício é encimado por um telhado de quatro águas. A fachada principal, virada a Sudeste, apresenta duas partes diferentes, sendo o de baixo formando um nártex com arcaria dupla, delimitado por grades de ferro fundido no estilo maneirista, enquanto que o segundo piso possui duas grandes janelas com moldura. A fachada lateral direita está aberta por dois arcos no piso inferior, enquanto que no primeiro andar existem quatro janelas e um brasão de armas do Marquês de Nisa, em cantaria. A fachada lateral esquerda apenas apresenta uma janela no piso superior. As três fachadas possuem um friso em cantaria, separando os pisos.

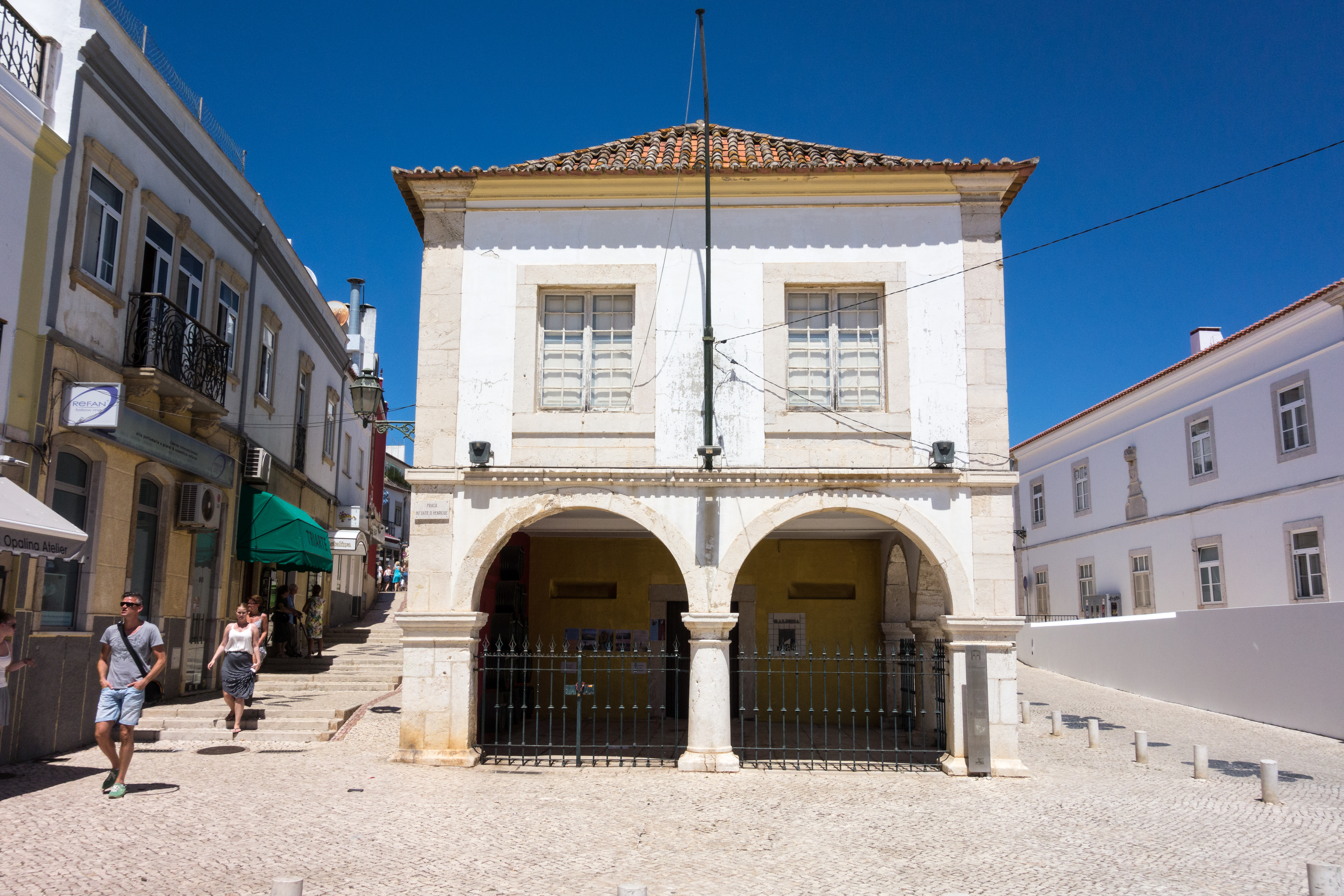
Fachada principal do edifício do Mercado de Escravos, em 2014.

### Importância e conservação
O edifício do Mercado de Escravos é um dos mais conhecidos monumentos em Lagos, devido à sua arquitectura maneirista e à sua ligação aos Descobrimentos Portugueses, e ao seu simbolismo como local da venda de escravos.
O edifício foi classificado como Monumento de Interesse Público pela Portaria n.º 177/2014, publicada no Diário da República n.º 44, 2.ª série, de 4 de Março de 2014.

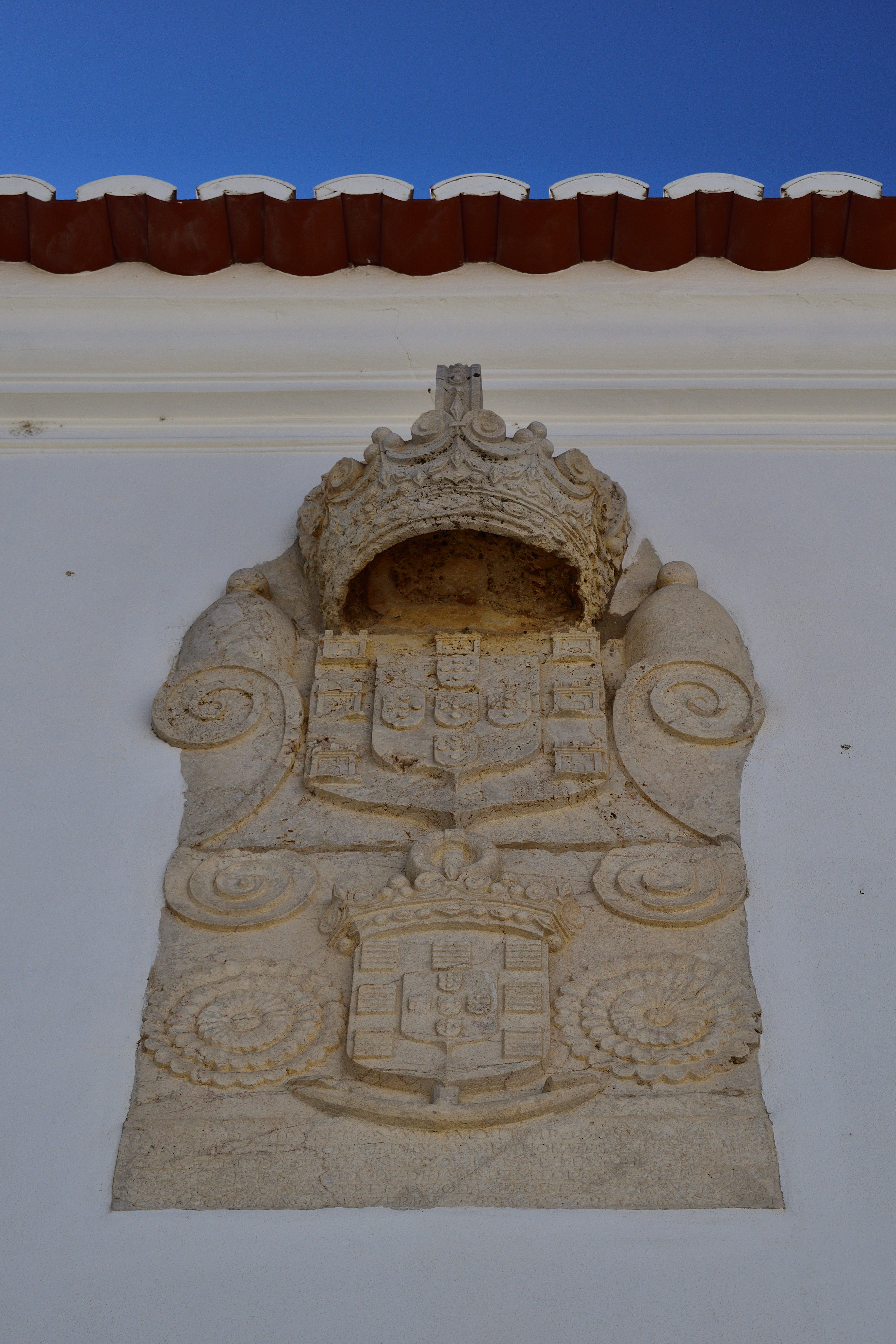
Brasão de armas do Marquês de Nisa, na fachada direita.

## História

### Construção e expansão
Durante parte do século XV, Lagos afirmou-se como um centro marítimo e de comércio com as costas africanas, dinamizado principalmente pelo Infante D. Henrique, que era então considerada a principal figura na navegação portuguesa, e uma das mais importantes na guerra contra o islamismo. Este processo iniciou-se durante o reinado de D. Afonso V, quando em 1441 foram organizadas duas expedições a África, uma de Nuno Tristão ao Cabo Branco, e outra de Antão Gonçalves até ao Rio do Ouro, tendo este trazido, no regresso a Lagos, alguns dos primeiros cativos africanos. Por volta de 1444, o escudeiro do Infante D. Henrique, Lançarote de Lagos, criou a Companhia de Lagos, para organizar várias expedições comerciais ao longo da costa africana, e ainda nesse ano aquele navegador foi responsável por uma expedição de seis caravelas ao Golfo de Arguim, onde fez cerca de 240 cativos. O edifício original, que era composto apenas pelo piso térreo, foi construído no século XV, para servir como mercado de escravos, tendo sido provavelmente neste local que se realizou possivelmente a primeira venda de escravos no século XV na Europa. O processo de partilha dos escravos foi relatado por Gomes Eanes de Zurara na sua Crónica da Guiné: 
«Mas qual seria o coração, mais duro que ser pudesse, que não fosse pungido de piedoso sentimento, vendo assim aquela companha? Que uns tinham as caras baixas e os rostos lavados em lágrimas, olhando uns contra os outros; outros estavam gemendo mui dorosamente, esguardando a altura dos céus, firmando os olhos em eles, bradando altamente, como se pedissem socorro ao Padre da Natureza; outros feriam o rosto com suas palmas, lançando-se estendidos no meio do chão; outros faziam lamentações em maneira de canto, segundo o costume de sua terra [...]. Mas para ser dó mais acrescentado, sobrevieram aqueles que tinham carregado da partilha e começaram de os apartar uns dos outros, a fim de porem os seus quinhões em igualeza; onde convinha de necessidade apartavam os filhos dos padres e as mulheres dos maridos e os irmãos uns dos outros. A amigos nem a parentes se guardava nenhuma lei, somente cada um caía onde a sorte o levava!».
O Infante D. Henrique estava «em cima dum poderoso cavalo, acompanhado de suas gentes», e levou o quinto que lhe tinha sido destacado, correspondente a «46 almas». Esta operação não foi a primeira do seu género, uma vez que não se tinha verificado uma interrupção total no comércio de escravos entre o Norte de África e o Sudoeste da Península Ibérica, mas teve uma grande importância devido ao número de escravos comercializados, e ao envolvimento da poderosa figura do Infante D. Henrique. No entanto, este período de prosperidade foi de curta duração para Lagos, uma vez que poucos anos depois Lisboa passou a ser o centro do poder comercial com África.
O primeiro andar foi adicionado em 1691, para funcionar como corpo da guarda. A expansão do edifício foi feita no âmbito da construção de um grupo de estruturas militares de apoio à praça-forte, tendo sido o último a ser concluído ainda no século XVII.

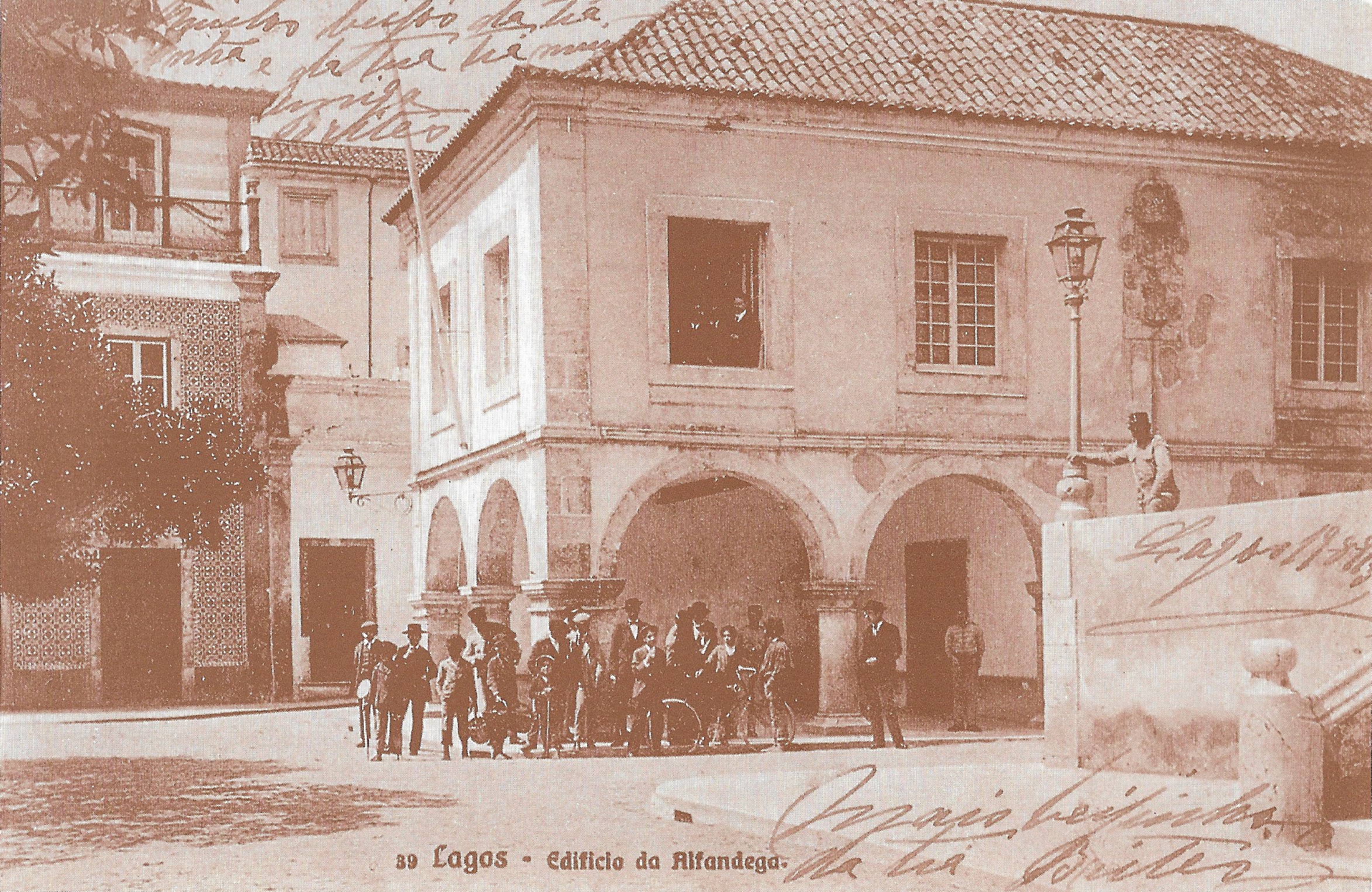
Postal dos princípios do século XX, com o edifício da Alfândega.

### Século XX
Em 10 de Outubro de 1984, o Diário de Lisboa noticiou que o edifício do Mercado de Escravos, que se encontrava em bom estado de conservação, iria ser convertido numa galeria de arte, no âmbito de um programa de reabilitação urbana da cidade de Lagos, organizado pela autarquia e pelo Ministério do Equipamento Social. O processo de conversão do imóvel numa galeria de arte integrou-se no programa das exposições de arte Bienais de Lagos, promovido por artistas como Joaquim Bravo, Vera Faria Gonçalves e Renato Cruz, com o apoio do Exército Português, que disponibilizou o espaço, estando então a ser usado apenas como uma arrecadação da Messe Militar.

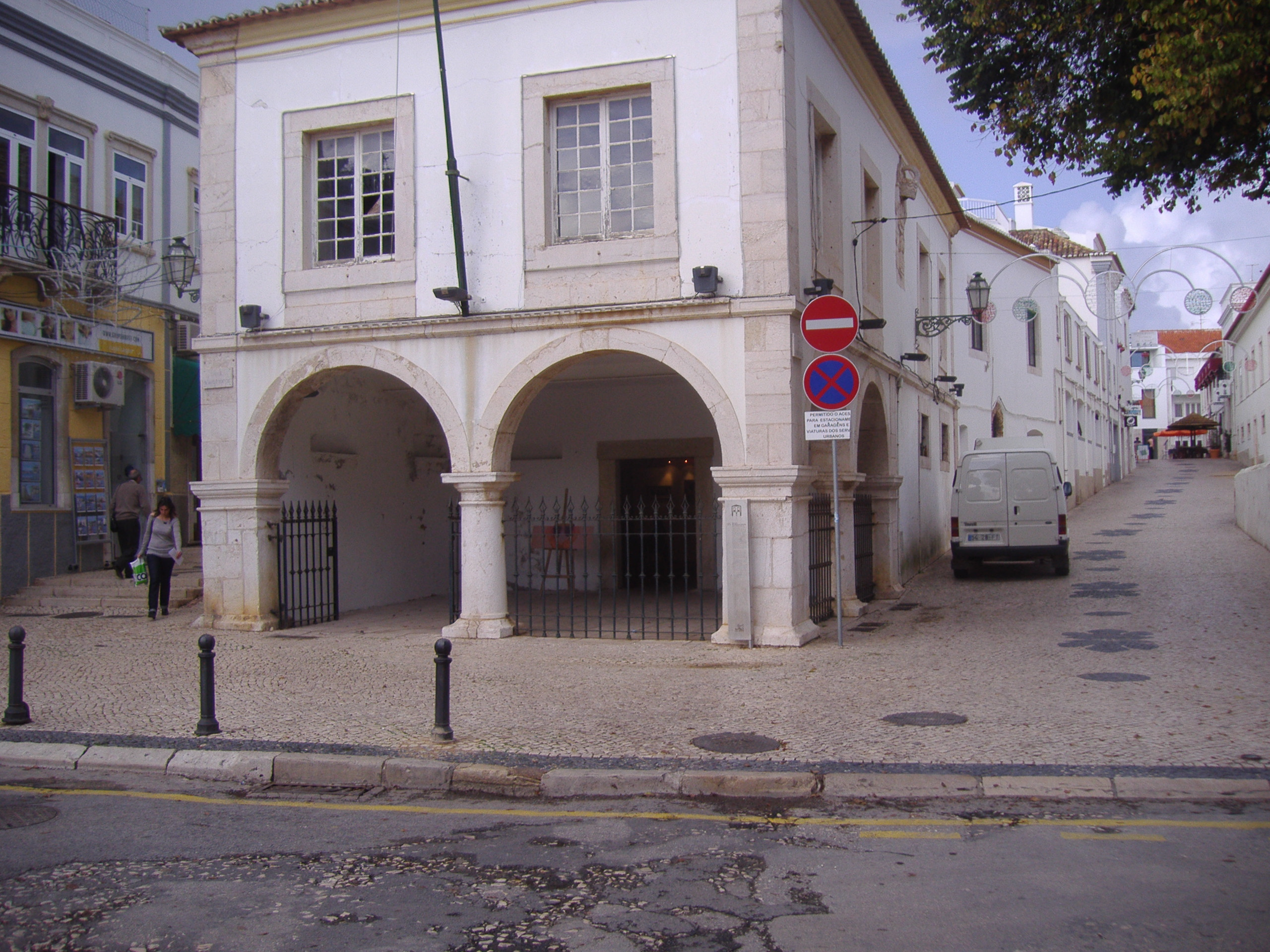
Edifício do Mercado dos Escravos em 2007. Nesta altura, ainda não se tinham iniciado as obras de requalificação da Praça Infante D. Henrique.

### Século XXI
Em 2007, foi encerrado o Posto Aduaneiro de Lagos, situado no primeiro andar do edifício do Mercado dos Escravos.
Nos finais da década de 2000, a Câmara Municipal de Lagos planeou a instalação de um núcleos museológicos nos edifícios do Mercado dos Escravos e do Armazém Regimental, no âmbito das comemorações do 550.º aniversário da morte do Infante D. Henrique, que se ia realizar em 13 de Novembro de 2010. No caso do Mercado de Escravos, o núcleo seria dedicado à escravatura, sendo integrado no programa da Rota da Escravatura da UNESCO. Uma vez que ambos os edifícios estavam a ser geridos pela organização da Messe Militar de Lagos, a autarquia pediu autorização ao chefe do Estado-Maior do Exército para a utilização do piso térreo do Mercado de Escravos, que era utilizado há vários anos como local para exposições temporárias de arte. Nessa altura já obtido a aprovação da Direcção-Geral do Tesouro e Finanças para a ocupação do primeiro andar, que estava a passar por um processo de degradação, devido à falta de manutenção. No entanto, esta proposta foi negada pelo exército, que afirmou que aquele edifício iria ser utilizado como um pólo de informação e recrutamento sobre as forças armadas. O presidente da autarquia, Júlio Barroso, apelou então à intervenção do presidente da república, Aníbal Cavaco Silva, alegando a importância do imóvel, não só para a história de Lagos mas como de toda a região do Algarve, devido à sua ligação ao Infante D. Henrique, e a sua integração no plano de reabilitação da Praça do Infante D. Henrique. De forma a proceder à cedência dos dois imóveis, o presidente da Câmara Municipal e o chefe do Estado-Maior do Exército, general José Luís Pinto Ramalho, estiveram em Lisboa, parar criar as bases para um futuro acordo de cooperação.
Em finais de 2014, o Mercado dos Escravos foi temporariamente encerrado para se iniciarem as obras de requalificação do edifício, incluindo a instalação do espaço museológico Núcleo do Mercado de Escravos, empreendimento que custou mais de 143 mil Euros. Os trabalhos iniciaram-se na segunda semana de Março de 2015, tendo abrangido tanto no primeiro como no segundo piso, tendo este último sido cedido pelo Exército Português à autarquia. A instalação do museu insere-se no âmbito do programa Rota do Escravo, organizado pela UNESCO. Este museu foi criado no âmbito da descoberta de ossadas humanas durante as obras de instalação do parque de estacionamento na zona extramuros de Lagos, explica o período histórico em que foram vendidos escravos na cidade. O núcleo museológico foi inaugurado em 6 de Junho de 2016, numa cerimónia que contou com a presença do Ministro da Cultura, Luís Filipe Castro Mendes. O edifício foi cedido pelo Exército Português à Câmara Municipal de Lagos para se proceder a esta intervenção, que custou cerca de 427 mil Euros, dos quais 65% foram financiados pelo Programa Operacional do Algarve, tendo o resto sido fornecido pela autarquia. Devido à falta de espaço, não foi possível instalar um elevador que facilitasse o acesso aos utentes de mobilidade reduzida ao piso superior, pelo que foi utilizada uma solução tecnológica que permite uma visita virtual.
Em 10 de Dezembro de 2018, o Observatório Internacional dos Direitos Humanos galardoou o edifício do Mercado dos Escravos com o título de Centro Internacional de Memória Viva da Dignidade Humana, classificação que aquele organismo dá aos espaços que, apesar da sua história, foram convertidos em centros de cultura e de disseminação da paz. Em 22 de Agosto de 2019, o presidente da República, Marcelo Rebelo de Sousa, visitou o Núcleo Museológico do Mercado dos Escravos.